# Панченко, Дмитрий Иванович (Герой Советского Союза)
Дмитрий Иванович Панченко (3 сентября 1905 — июнь 1944) — командир взвода автоматчиков 936-го стрелкового полка (254-я стрелковая дивизия, 52-я армия, 2-й Украинский фронт), сержант. Герой Советского Союза.

## Биография
Родился 3 сентября 1905 года в станице Исправная ныне Карачаево-Черкесской Республики.
В Красной Армии в 1925—1927 годах и с 1941 года. На фронте в Великую Отечественную войну с сентября 1941 года.
13 ноября 1943 года переправился через Днепр, провёл взвод в тыл противника и внезапным ударом выбил его с занимаемой позиции, чем обеспечил успешное продвижение батальона. 15 ноября 1943 года в бою за село Свидивок Черкасская область поднял взвод в атаку, отсёк вражескую пехоту от танков и обратил её в бегство.
Указом Президиума Верховного Совета СССР «О присвоении звания Героя Советского Союза генералам, офицерскому, сержантскому и рядовому составу Красной Армии» от 22 февраля 1944 года за «образцовое выполнение боевых заданий командования при форсировании реки Днепр, развитие боевых успехов на правом берегу реки и проявленные при этом отвагу и геройство» удостоен звания Героя Советского Союза с вручением ордена Ленина и медали «Золотая Звезда». 
Пропал без вести в июне 1944 года.